# モーリス (自動車)
モーリス（Morris）は、かつて存在したイギリスの自動車メーカーである。
1913年に自動車生産を開始したモーリス自動車（Morris Motor Company）を起源とし、1930年代以降はより大きな自動車会社の一部門、もしくはブランドとなっていた。モーリスの名前を冠した自動車は、BL社の乗用車「モーリス・アイタル（Morris Ital）」の販売が終了した1984年がその最期となった。

## 歴史

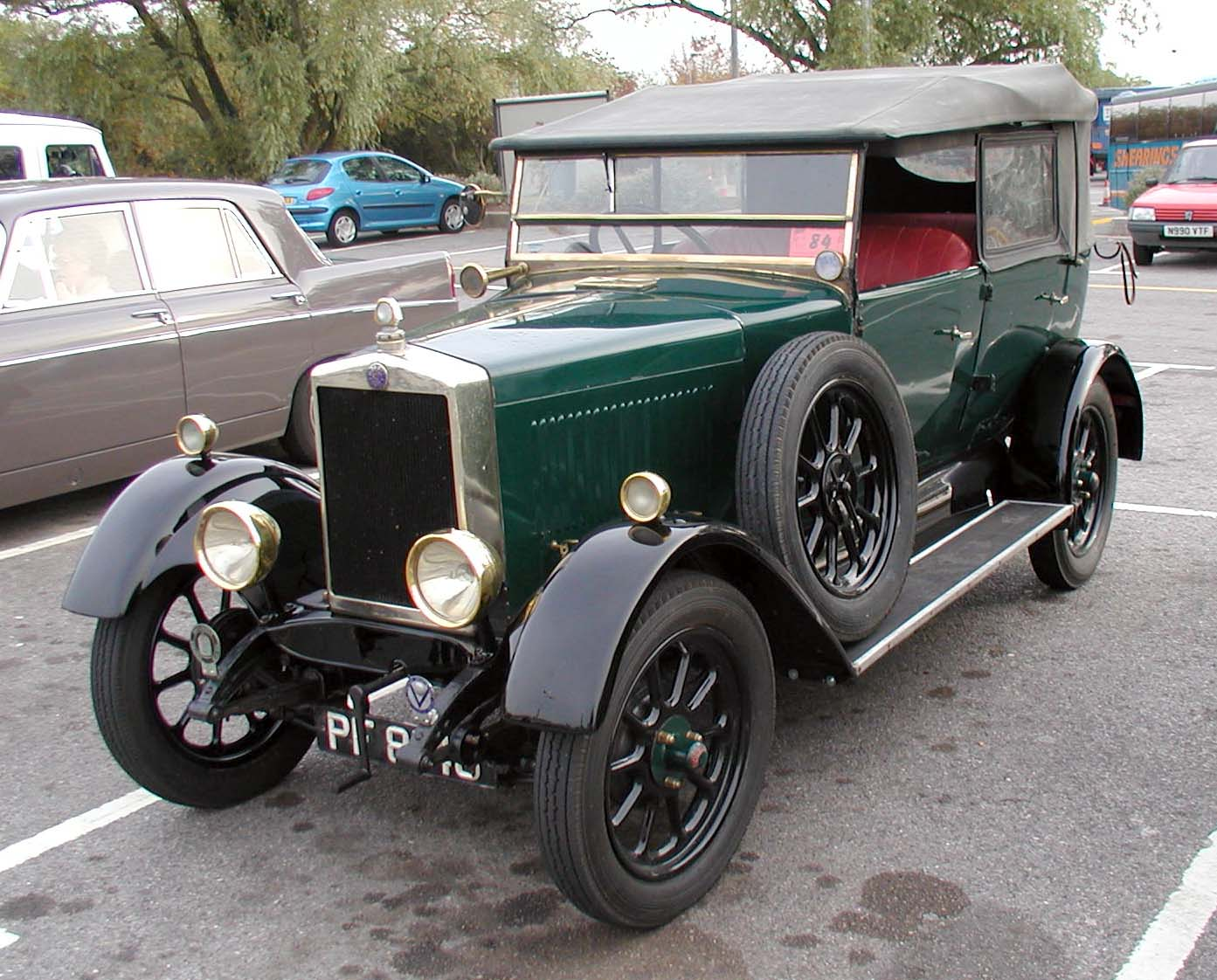
カウレー（1927年）

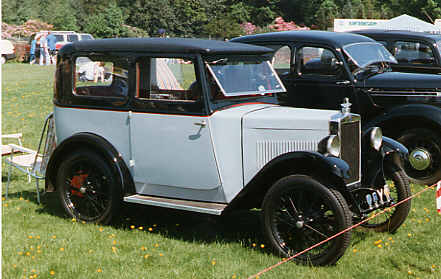
マイナーサルーン（1928年）

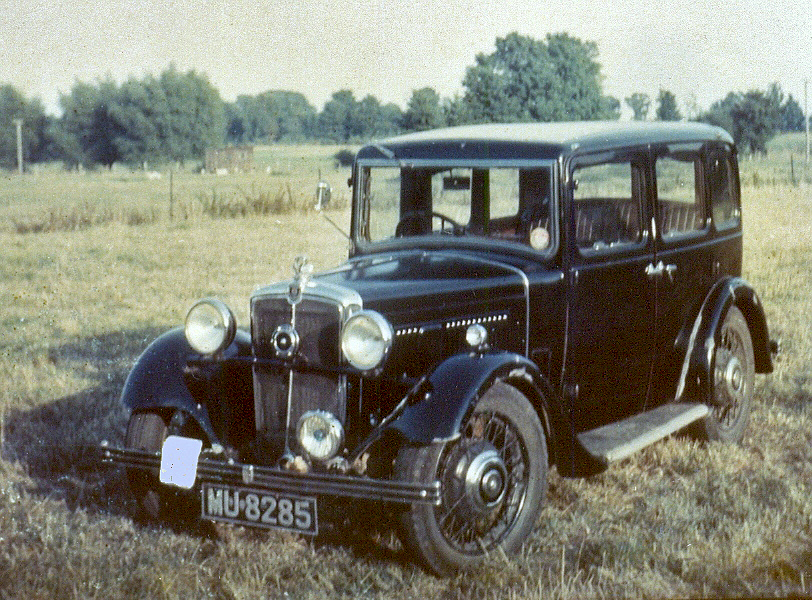
10/4（1933年）

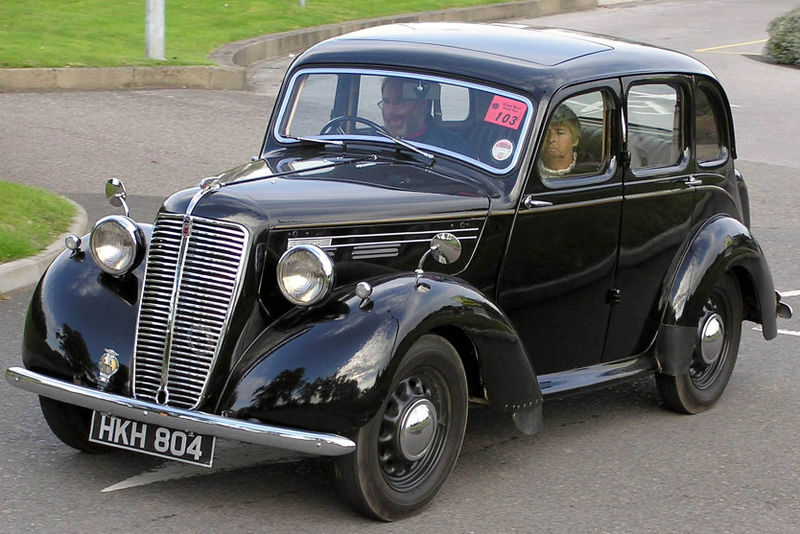
テンシリーズM（1946年）

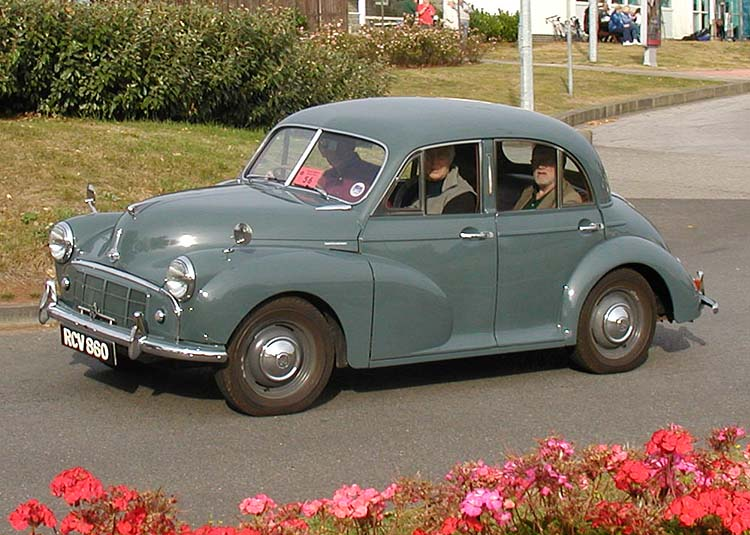
マイナーシリーズ2（1953年）

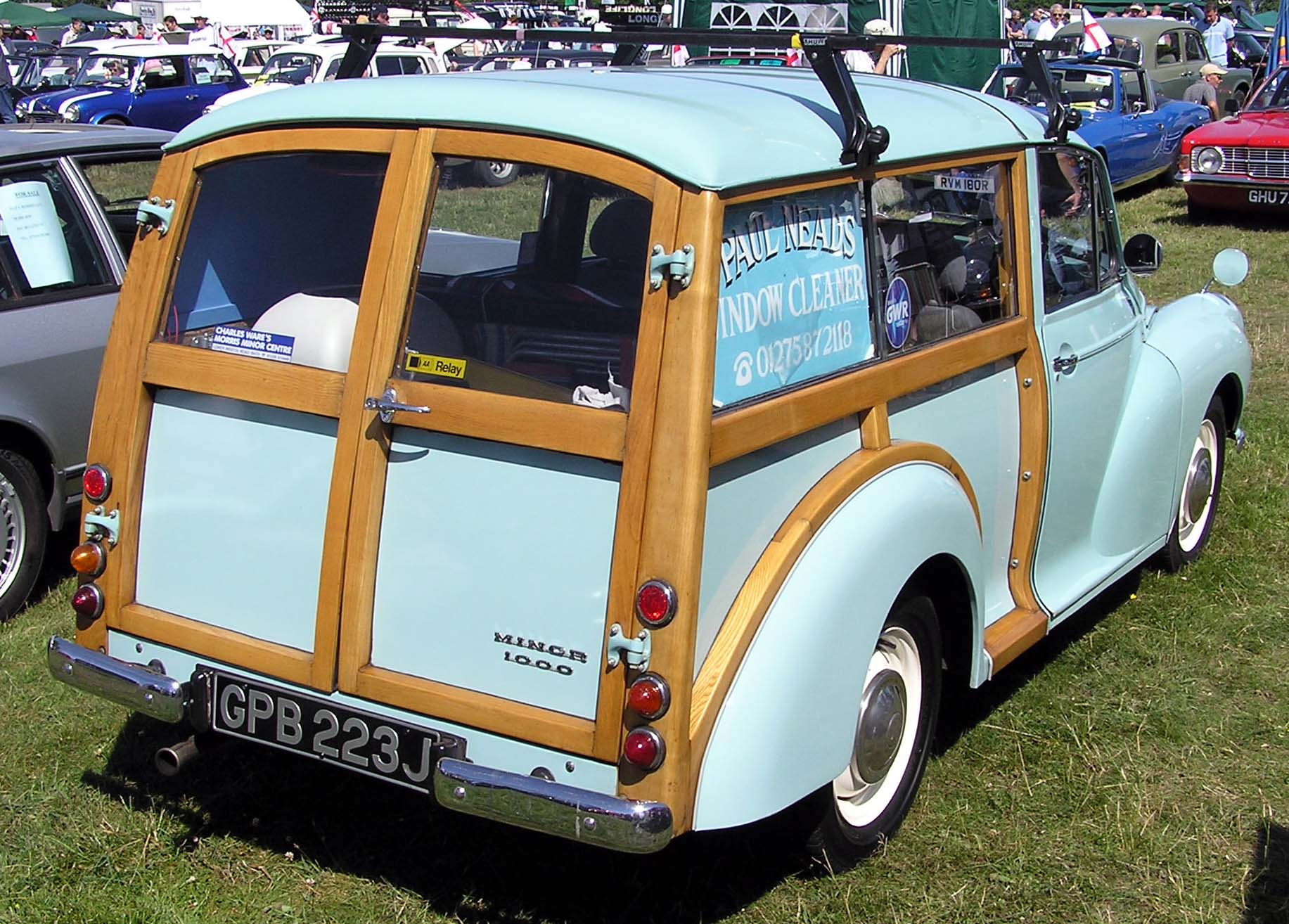
1000トラベラー（1971年）

1910年、ウィリアム・モーリスが自転車製造メーカーとして創業した。19世紀後半に登場した自転車は1890年代以降の英国ではサイクリングとして大ブームとなっていたが、ウィリアム・モーリスの興味はやがて自動車の製作に向かい、1913年自動車製造工場を英国、オックスフォードのカウリー（Cowley）に建設した。
最初に製造された自動車は「ブルノーズ・オックスフォード（Bullnose Oxford）」で2人乗りであった。ほとんどの部品は他社から買い入れ、モーリスの工場では組み立てのみが行われた。1914年、クーペとバンをラインナップとして追加したが、使っていたシャーシと1018ccエンジンでは4人乗りにするには小さすぎた。エンジンを製造したホワイト・アンド・ポップには、それ以上のエンジン製作にはお金がかかると言われ、モーリスは米国ミシガン州デトロイトに足を運びコンチネンタル・モータースから1548ccエンジンを調達する。トランスミッションと足回りも米国製に変更した。第一次世界大戦が勃発したが需要は堅調で、1915年半ばにはより大型で2人乗りと4人乗りのモーリス・カウレー（Morris Cowley ）を投入した。
コンチネンタル社からエンジンが調達できなくなると、モーリスはフランスの会社オチキスのコヴェントリー工場で準コピー製品を作らせた。このエンジンでベーシックモデルのカウレーはよりパワフルとなり、モーリス・オックスフォードはより上級クラスを狙うことができるようになった。MMCは高品質な車を安い値段で売る会社であるという評判が高まり、会社は成長を続け、英国国内市場でのシェアを増加させていった。1924年にはMMCはイギリス・フォードを抜き、51%の国内シェアを確保していた。サプライヤーを買収するという方針も掲げ、たとえば、1923年にはオチキス社のコヴェントリー工場をモーリス・エンジン工場とした。1924年には、オックスフォードでモーリス車の販売代理店を経営していたセシル・キンバーがモーリス車のスポーティ・バージョンを製作する会社としてMGを設立。これはキンバーが経営していた販売会社の名前「モーリス・ガレージ」（Morris Garages ）から付けた名前である。
1928年にはモーリス・マイナー（Morris Minor ）で小型車市場へも参入。847ccエンジンは1927年にモーリス傘下となっていたウーズレー製であった。この小型車市場への参入により大恐慌時代を切り抜けることができた。マイナーの後継として1934年ロンドン・モーターショーでモーリス・エイト（Morris Eight ）を公開しY型フォード（Ford Model Y ）に対抗した。1932年にはレオナルド・ロードを社長とする。ロードは工場を整理し、製造ラインを合理化しようとしたがモーリスと合わず、1936年に「カウリーを粉々にしてやる」と言い残してライバルのオースチンへ移った。1936年には別会社であったモーリス商用車がモーリスの意によりモーリス・モーターに吸収される。1938年にモーリスはナッフィールド子爵となり、ウーズレーに加えMGもモーリス社に組み入れ、さらにライレーを買収し、ナッフィールド・オーガニゼーションとなる。

### 第二次大戦後

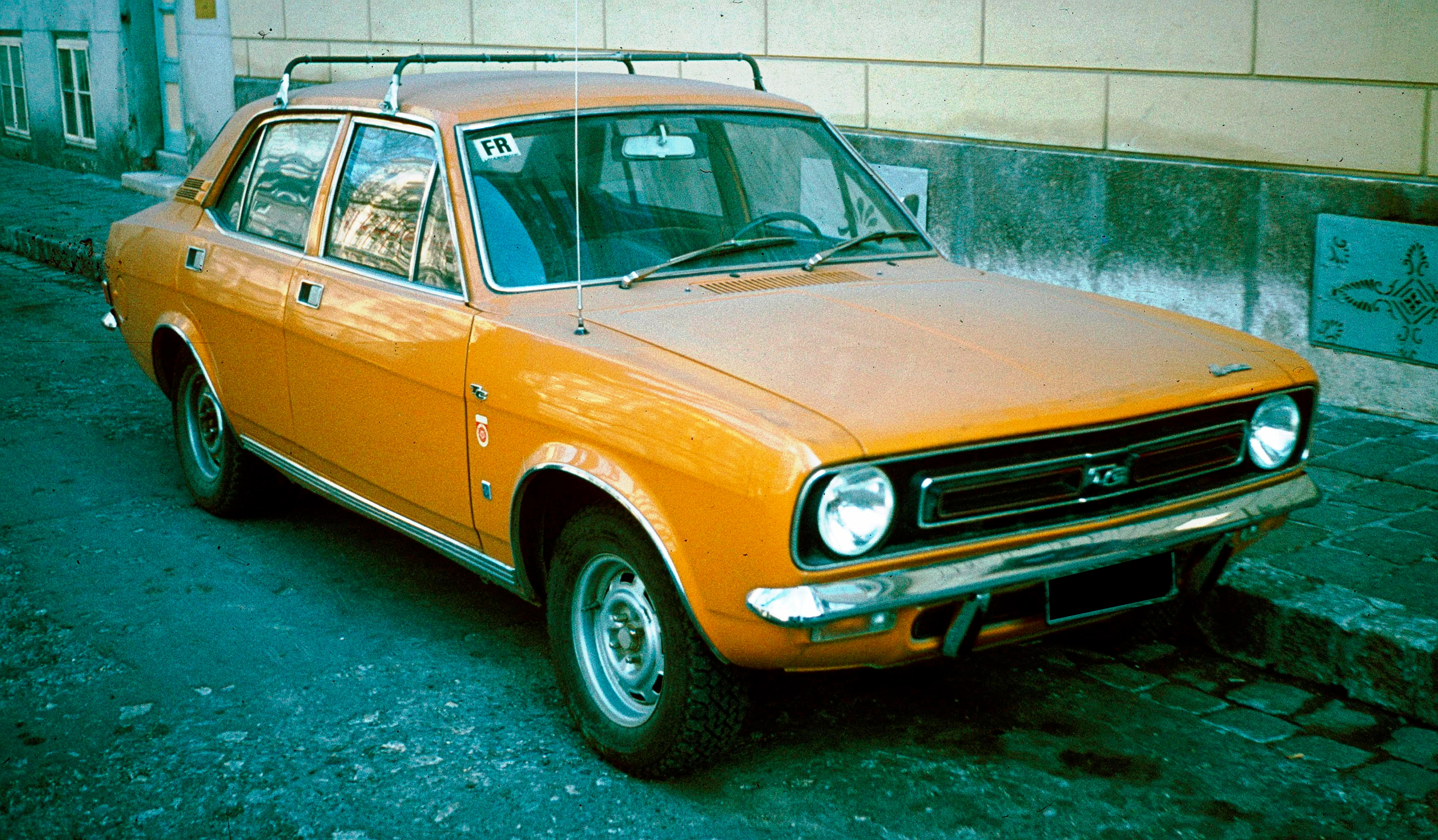
モーリス・マリーナ(1974年)

第二次世界大戦が終わり、戦前モデルのエイトとテン（Morris Ten ）の生産を再開。1948年には後継車として、モーリス・マイナーを発売。マイナーという車名は1928年の小型車に使われていた。マイナーはアレック・イシゴニス設計で、モーリス車の中では最も有名な車となる。設計者としてのイシゴニス自身は、のちにミニでその名を知られるようになる。また、同年マイナーを大きくしたスタイルをもったモーリス・オックスフォードも登場した。これはインドのアンバサダー社の設計によるものであった。
第二次世界大戦中にイギリス軍で使われていたモーリスのトラックは安価に放出された。フェルッチオ・ランボルギーニはこれに目をつけ、トラックが不足していたイタリア向けとして安価に入手した軍用トラックを民生品に改造して販売し、大きな利益を得た。また、同じく大量に放出されたモーリスのエンジンを改造した農業用トラクターを販売し財をなした。

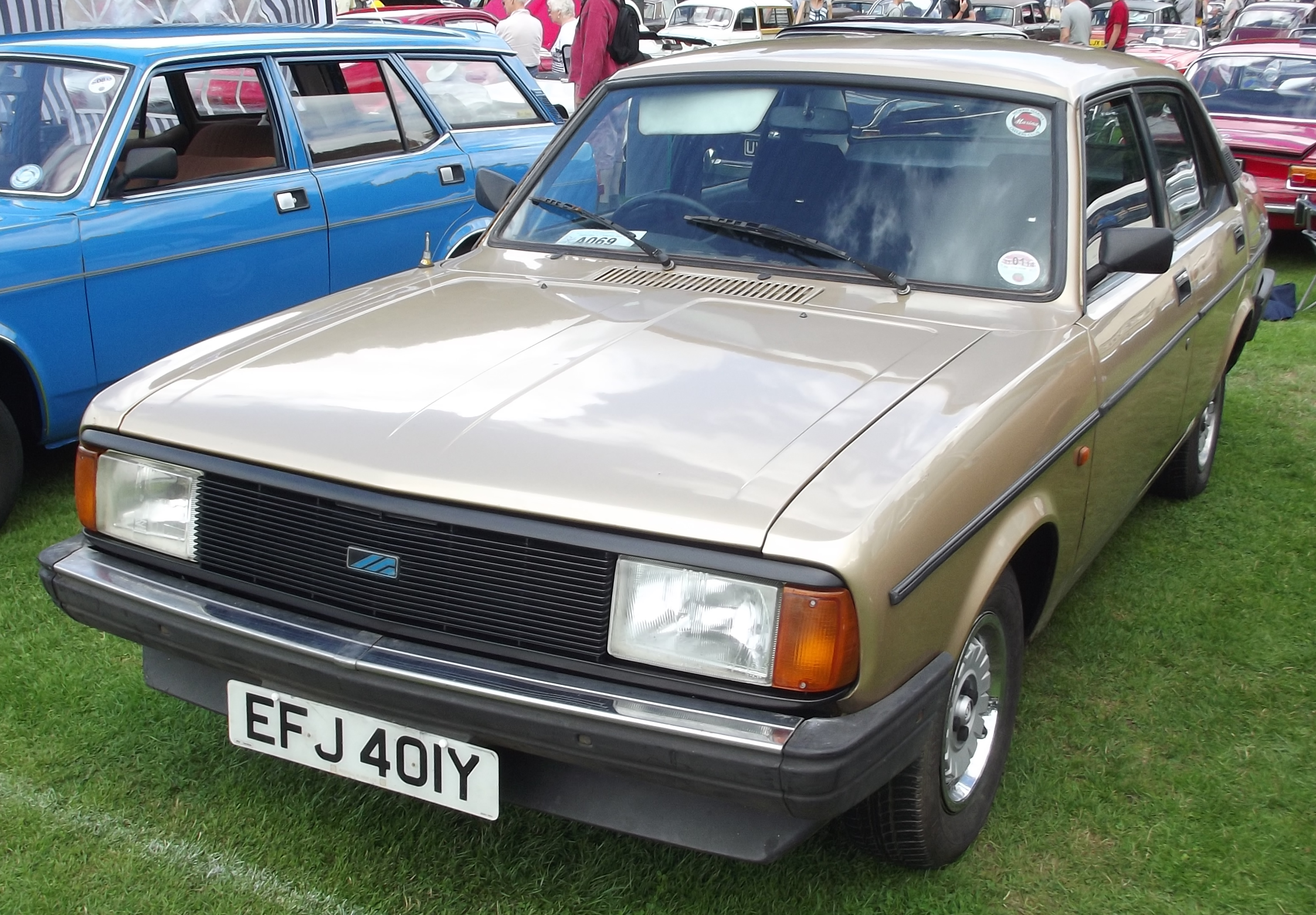
モーリス・イタル(1980年)

1951年に「ナッフィールド・オーガニゼーション」は長年のライバルであったオースチンと合併し、ブリティッシュ・モーター・コーポレーション (BMC)となる。ここでレオナルド・ロードが復帰する。レオナルド・ロードはオースチンの会長となっていた。BMCではオースチン派が覇権を持ち、新会社はバッジエンジニアリングへの道を邁進する。オースチン、モーリス、その他のBMCの車は、みな同じような車となっていった。1968年、モーリス・ブランドはブリティッシュ・レイランド・モーター・コーポレーションに吸収された。
「モーリス」ブランドは1980年代初頭にはモーリス・マリーナ(Morris Marina ）などで使われた。マリーナのマイナーチェンジモデルはモーリス・イタル（Morris Ital ）で、モーリス・ブランドとして発売された最後の乗用車となった。モーリス・イタルは1984年に終了する。最後に
モーリスが製造したのは「バン」であった。これはオースチン・メトロ（Austin Metro ）がベースとなっていた。オックスフォード・カウリーにあったかつてのモーリス社の組み立て工場は1980年はじめには、オースチンとローバーの姉妹車生産工場となった。

### 現在
2005年、ブリティッシュ・レイランド社の最終的な存続会社となっていたMGローバー社は経営破綻した。その際に、中国の自動車会社・南京汽車が、旧MGローバー社の資産の大部分を買収し、旧MGローバー社が所有していたブランドのひとつとして、モーリスの商標権も南京汽車に移動している。

## 車種一覧

### 乗用車モデル (ライトバンを除く)
- en:Morris Oxford (Bullnose) 1913-1926
- Morris Cowley 1915-1935
- en:Morris Oxford 1926-1935
- Morris Minor 1928-1932
- Morris Major 1931-1933
- Morris Isis 1930-1935
- Morris Twenty-One/Twenty-Five 1933-1939
- Morris Twelve 1935-1939
- Morris Fourteen 1935-1939
- en:Morris Eight 1935-1948
- Morris Ten 1933-1948
- Morris Minor MM 1948-1952
- en:Morris Minor 1952-1956
- Morris Minor 1000 1955-1971
- Morris Oxford MO 1948-1954
- en:Morris Six MS 1948-1953
- en:Morris Oxford1954-1969
- en:Morris Isis 1955-1958
- en:Morris Cowley 1954-1959
- Morris Mini Minor 1959-1969
- Morris 1100 1962-1971
- Morris 1300 1967-1971
- Morris 1800 1966-1975
- Morris Marina 1971-1984
- en:Morris Ital 1980-1984